# Iota Cancri
Iota Cancri (ι Cnc / 48 Cancri) es una estrella binaria en la constelación de Cáncer, el cangrejo, situada a unos 298 años luz de distancia del sistema solar. Ambas componentes están separadas visualmente 30,6 segundos de arco y pueden ser resueltas con un pequeño telescopio.
La estrella principal, Iota Cancri A (HD 74739 / HR 3475), es una gigante amarilla de magnitud aparente +4,02. Con una temperatura de 5000 K, ha sido clasificada indistintamente como G8Iab, G7.5IIIa o G8II. Su luminosidad, 215 veces superior a la del Sol, la sitúa de lleno en el grupo de las gigantes, lejos de las luminosidades que exhiben las supergigantes. Su compañera, Iota Cancri B (HD 74738 / HR 3474), es una estrella blanca de la secuencia principal de magnitud +6,57 y tipo espectral A3V, cuya temperatura superficial es de 8800 K.

Iota Cancri A, con una masa 3,5 veces mayor que la masa solar, es una estrella con un núcleo inerte de helio cuya superficie se está enfriando. Su edad se estima en unos 260 millones de años y hasta hace un millón de años era una estrella blanco-azulada de tipo B. Por su parte, Iota Cancri B es 16 veces más luminosa que el Sol siendo su masa casi el doble que la masa solar. La separación mínima entre las dos estrellas es de 2800 UA y su período orbital es de al menos 65.000 años.